# Liste der Nummer-eins-Hits in Deutschland (2025)
Dies ist eine Liste der Nummer-eins-Hits in Deutschland im Jahr 2025. Die Single- und Albumcharts werden von GfK Entertainment wöchentlich zusammengestellt. Sie berücksichtigen den Verkauf von Tonträgern und Downloads sowie bezahltes Streaming.

## Singles
| ← 2024 ← | Liste der Nummer-eins-Hits in Deutschland | Liste der Nummer-eins-Hits in Deutschland | Liste der Nummer-eins-Hits in Deutschland | |
| \| Zeitraum \| Wo. ges. \| Interpret \| Titel Autor(en) \| Zusätzliche Informationen \| \| (Zeitraum, Wochen auf Platz eins, Interpret, Titel, Autor[en], zusätzliche Informationen) \| \| \| \| \| \| ----------------------------------------------------------------------------------------- \| -------- \| ------------------------------------- \| ------------------------------------------------------------------------------------------------------------------------------------------------------------------------------------------------------------------------------------------ \| ------------------------------------------------------------------------------------------------------------------------------------------------------------------------------------------------------------------------------------------------------------------------------------------------------------------------------------------------------------------------------------------------------------------------------------ \| \| 27. Dezember 2024 – 2. Januar 2025 1 Woche (insgesamt 21) \| 21 \| Mariah Carey \| All I Want for Christmas Is You Walter Afanasieff, Mariah Carey \| – \| \| 3. Januar 2025 – 6. Februar 2025 5 Wochen \| 5 \| Rosé & Bruno Mars \| Apt. Theron Makiel Thomas, Philip Martin Lawrence II, Michael Donald Chapman, Peter Gene Hernandez, Christopher Steven Brown, Rogét Lufti Chahayed, Park Chae-young, Nicholas Barry Chinn, Omer Fedi, Henry Russell Walter, Amy Rose Allen \| Bereits im November 2024 erreichte das Lied für zwei Wochen Position vier der deutschen Singlecharts. Nach Rückzug der Weihnachtslieder erzielt Apt. schließlich die Spitze der Charts. Während die südkoreanisch-neuseeländische Künstlerin und Blackpink-Mitglied Rosé ihre erste Nummer-eins-Platzierung in Deutschland erzielt, ist es für Mars bereits die zweite. Zuletzt erreichte er 2011 mit Grenade Platz eins der Charts. \| \| 7. Februar 2025 – 13. Februar 2025 1 Woche (insgesamt 2) \| 2 \| Zartmann \| Tau mich auf Julia Bergen, David Bonk, Moritz Dauner, Jonas Kraft, Aaron Lovac, Zartmann \| Nur wenige Monate nach seinem kommerziellen Durchbruch in Deutschland schafft es der Künstler auf Anhieb auf Platz eins der deutschen Singlecharts. \| \| 14. Februar 2025 – 3. April 2025 7 Wochen \| 7 \| Oimara \| Wackelkontakt Andreas Frei, Beni Hafner, Niklas Nubel, Matthias Riegler \| Knapp sieben Jahre nach seinem Musikdebüt verhilft der Partyschlagerhit dem bayerischen Liedermacher Beni Hafner, besser bekannt unter dem Pseudonym Oimara, nach nur wenigen Wochen an die Spitze der deutschen Singlecharts. \| \| 4. April 2025 – 10. April 2025 1 Woche (insgesamt 2) \| 2 \| Zartmann \| Tau mich auf Julia Bergen, David Bonk, Moritz Dauner, Jonas Kraft, Aaron Lovac, Zartmann \| – \| \| 11. April 2025 – 8. Mai 2025 4 Wochen \| 4 \| Jazeek \| Akon Jules Kalmbacher, Manuel Mayer, Jacek Savic, Jens Schneider \| Zunächst nur als Albumtitel seines dritten Studioalbums Most Valuable Playa veröffentlicht, erreicht das Lied auf Anhieb die Spitze der deutschen Singlecharts. Für Jazeek ist es das erste Nummer-eins-Lied in Deutschland, zuvor erreichte 2024 Starboy mit Luciano Platz zwei. \| \| 9. Mai 2025 – 5. Juni 2025 4 Wochen \| 4 \| Pashanim feat. Ceren \| Shabab(e)s im VIP Can David Bayram, Yueksal Ceren, Paul L. Speckmann \| Obwohl das Lied nur als Track der EP Grünewürfelflow veröffentlicht wurde, erreicht es nach zehn Tagen die Spitze der deutschen Singlecharts. Für Pashanim ist es bereits der dritte Nummer-eins-Erfolg. Ceren steht dagegen nicht nur zum ersten Mal auf Platz eins, sondern feiert gleichzeitig Premiere in den deutschen Charts. \| \| 6. Juni 2025 – 31. Juli 2025 8 Wochen \| 8 \| Alex Warren \| Ordinary Margaret Elizabeth Chapman, Alexander Warren Hughes, Caleb Shapiro, Adam Yaron \| Nachdem das Lied bereits zwölf Wochen in den Top 10 der Charts verbracht und in über 15 anderen Ländern Platz eins erreicht hatte, stieg es schließlich auch an die Spitze der deutschen Singlecharts. Für Warren ist es neben seinem ersten Charteintritt in Deutschland zugleich sein erster Nummer-eins-Hit. \| \| 1. August 2025 – 7. August 2025 1 Woche \| 1 \| Aymen feat. Sira \| 30 Mal am Tag Aymen Mohammed Saadaoui, Aris Apkar Aram Pehlivanian \| Nachdem er mit Love All Night gemeinsam mit Amo Platz zwei erreicht hatte, gelingt dem Rapper dank Musikproduzent Sira erstmals ein Nummer-eins-Hit in den deutschen Singlecharts. Für Sira ist es bereits die dritte Nummer-eins-Platzierung als Interpret. \| \| 8. August 2025 – 21. August 2025 2 Wochen \| 2 \| Huntr/X (Ejae, Audrey Nuna & Rei Ami) \| Golden Kim Eun-jae, Mark Sonnenblick \| Die zweite Singleauskopplung aus dem Soundtrack des Erfolgsfilms KPop Demon Hunters erreichte nach vier Wochen in den Top 10 schließlich die Spitze der deutschen Singlecharts. Damit ist Huntr/x die erste K-Pop-Formation, die Platz eins in Deutschland belegt. Zuvor kamen BTS 2021 mit Butter lediglich bis auf Platz sechs. \| |                                           |                                           | | |
| ← 2024 |                                           |                                           | | |
| Zeitraum | Wo. ges.                                  | Interpret                                 | Titel Autor(en) | Zusätzliche Informationen |
| (Zeitraum, Wochen auf Platz eins, Interpret, Titel, Autor[en], zusätzliche Informationen) |                                           |                                           | | |
| 27. Dezember 2024 – 2. Januar 2025 1 Woche (insgesamt 21) | 21                                        | Mariah Carey                              | All I Want for Christmas Is You Walter Afanasieff, Mariah Carey | – |
| 3. Januar 2025 – 6. Februar 2025 5 Wochen | 5                                         | Rosé & Bruno Mars                         | Apt. Theron Makiel Thomas, Philip Martin Lawrence II, Michael Donald Chapman, Peter Gene Hernandez, Christopher Steven Brown, Rogét Lufti Chahayed, Park Chae-young, Nicholas Barry Chinn, Omer Fedi, Henry Russell Walter, Amy Rose Allen | Bereits im November 2024 erreichte das Lied für zwei Wochen Position vier der deutschen Singlecharts. Nach Rückzug der Weihnachtslieder erzielt Apt. schließlich die Spitze der Charts. Während die südkoreanisch-neuseeländische Künstlerin und Blackpink-Mitglied Rosé ihre erste Nummer-eins-Platzierung in Deutschland erzielt, ist es für Mars bereits die zweite. Zuletzt erreichte er 2011 mit Grenade Platz eins der Charts. |
| 7. Februar 2025 – 13. Februar 2025 1 Woche (insgesamt 2) | 2                                         | Zartmann                                  | Tau mich auf Julia Bergen, David Bonk, Moritz Dauner, Jonas Kraft, Aaron Lovac, Zartmann | Nur wenige Monate nach seinem kommerziellen Durchbruch in Deutschland schafft es der Künstler auf Anhieb auf Platz eins der deutschen Singlecharts. |
| 14. Februar 2025 – 3. April 2025 7 Wochen | 7                                         | Oimara                                    | Wackelkontakt Andreas Frei, Beni Hafner, Niklas Nubel, Matthias Riegler | Knapp sieben Jahre nach seinem Musikdebüt verhilft der Partyschlagerhit dem bayerischen Liedermacher Beni Hafner, besser bekannt unter dem Pseudonym Oimara, nach nur wenigen Wochen an die Spitze der deutschen Singlecharts. |
| 4. April 2025 – 10. April 2025 1 Woche (insgesamt 2) | 2                                         | Zartmann                                  | Tau mich auf Julia Bergen, David Bonk, Moritz Dauner, Jonas Kraft, Aaron Lovac, Zartmann | – |
| 11. April 2025 – 8. Mai 2025 4 Wochen | 4                                         | Jazeek                                    | Akon Jules Kalmbacher, Manuel Mayer, Jacek Savic, Jens Schneider | Zunächst nur als Albumtitel seines dritten Studioalbums Most Valuable Playa veröffentlicht, erreicht das Lied auf Anhieb die Spitze der deutschen Singlecharts. Für Jazeek ist es das erste Nummer-eins-Lied in Deutschland, zuvor erreichte 2024 Starboy mit Luciano Platz zwei. |
| 9. Mai 2025 – 5. Juni 2025 4 Wochen | 4                                         | Pashanim feat. Ceren                      | Shabab(e)s im VIP Can David Bayram, Yueksal Ceren, Paul L. Speckmann | Obwohl das Lied nur als Track der EP Grünewürfelflow veröffentlicht wurde, erreicht es nach zehn Tagen die Spitze der deutschen Singlecharts. Für Pashanim ist es bereits der dritte Nummer-eins-Erfolg. Ceren steht dagegen nicht nur zum ersten Mal auf Platz eins, sondern feiert gleichzeitig Premiere in den deutschen Charts.                                                                                                  |
| 6. Juni 2025 – 31. Juli 2025 8 Wochen | 8                                         | Alex Warren                               | Ordinary Margaret Elizabeth Chapman, Alexander Warren Hughes, Caleb Shapiro, Adam Yaron | Nachdem das Lied bereits zwölf Wochen in den Top 10 der Charts verbracht und in über 15 anderen Ländern Platz eins erreicht hatte, stieg es schließlich auch an die Spitze der deutschen Singlecharts. Für Warren ist es neben seinem ersten Charteintritt in Deutschland zugleich sein erster Nummer-eins-Hit. |
| 1. August 2025 – 7. August 2025 1 Woche | 1                                         | Aymen feat. Sira                          | 30 Mal am Tag Aymen Mohammed Saadaoui, Aris Apkar Aram Pehlivanian | Nachdem er mit Love All Night gemeinsam mit Amo Platz zwei erreicht hatte, gelingt dem Rapper dank Musikproduzent Sira erstmals ein Nummer-eins-Hit in den deutschen Singlecharts. Für Sira ist es bereits die dritte Nummer-eins-Platzierung als Interpret. |
| 8. August 2025 – 21. August 2025 2 Wochen | 2                                         | Huntr/X (Ejae, Audrey Nuna & Rei Ami)     | Golden Kim Eun-jae, Mark Sonnenblick | Die zweite Singleauskopplung aus dem Soundtrack des Erfolgsfilms KPop Demon Hunters erreichte nach vier Wochen in den Top 10 schließlich die Spitze der deutschen Singlecharts. Damit ist Huntr/x die erste K-Pop-Formation, die Platz eins in Deutschland belegt. Zuvor kamen BTS 2021 mit Butter lediglich bis auf Platz sechs. |

## Alben
| ← 2024 ← | Liste der Nummer-eins-Alben in Deutschland | Liste der Nummer-eins-Alben in Deutschland | Liste der Nummer-eins-Alben in Deutschland | |
| \| Zeitraum \| Wo. ges. \| Interpret \| Titel \| Zusätzliche Informationen \| \| (Zeitraum, Wochen auf Platz eins, Interpret, Titel, zusätzliche Informationen) \| \| \| \| \| \| ------------------------------------------------------------------------------ \| -------- \| ----------------------------------- \| -------------------------------------- \| ----------------------------------------------------------------------------------------------------------------------------------------------------------------------------------------------------------------------------------------------------------------------------------------------------------------------------------------------------------------- \| \| 27. Dezember 2024 – 2. Januar 2025 1 Woche (insgesamt 5) \| 5 \| Michael Bublé \| Christmas \| – \| \| 3. Januar 2025 – 9. Januar 2025 1 Woche \| 1 \| Thomas Anders & Florian Silbereisen \| Nochmal! \| Das Duo erzielte bereits 2020 mit ihrem ersten Kollaborationsprojekt Das Album Platz eins der deutschen Albumcharts. Für beide Interpreten ist es somit die zweite Nummer-eins-Platzierung als Solokünstler in den Charts. \| \| 10. Januar 2025 – 16. Januar 2025 1 Woche (insgesamt 4) \| 4 \| Linkin Park \| From Zero \| – \| \| 17. Januar 2025 – 23. Januar 2025 1 Woche \| 1 \| Fynn Kliemann \| Tod \| Mit seiner ersten Studioveröffentlichung seit 2021 erzielt der Künstler seine dritte Nummer-eins-Platzierung in den deutschen Albumcharts. \| \| 24. Januar 2025 – 30. Januar 2025 1 Woche \| 1 \| Isi Glück \| Alles Isi \| Nach zwei Charterfolgen in den Singlecharts 2023 und 2024 erreicht die Partyschlagersängerin schließlich mit ihrem Debütalbum auf Anhieb die Spitze der deutschen Albumcharts. \| \| 31. Januar 2025 – 6. Februar 2025 1 Woche \| 1 \| Central Cee \| Can’t Rush Greatness \| Nach mehreren Charterfolgen in den Singlecharts erreicht der Künstler mit seinem Debütalbum als erster britischer Rapper überhaupt die Spitze der deutschen Albumcharts. \| \| 7. Februar 2025 – 13. Februar 2025 1 Woche \| 1 \| The Weeknd \| Hurry Up Tomorrow \| Mit dem finalen Studioalbum unter dem Pseudonym The Weeknd erreicht der kanadische Künstler Abel Tesfaye in seiner über 14-jährigen Karriere das erste Mal die Spitze der deutschen Albumcharts. Zuvor schafften es bereits acht seiner Werke in die deutschen Albumcharts, fünf davon in die Top 10. \| \| 14. Februar 2025 – 20. Februar 2025 1 Woche \| 1 \| Finch \| Schluss mit lustig \| Sein viertes Studioalbum beschert dem Rapper seine dritte Nummer-eins-Platzierung in den deutschen Albumcharts. Somit erreichten alle seine bisher unter dem Pseudonym Finch veröffentlichten Werke Platz eins der Albumcharts. \| \| 21. Februar 2025 – 27. Februar 2025 1 Woche \| 1 \| Shirin David \| Schlau aber blond \| Während ihr vorheriges Studioalbum die Chartspitze verfehlte, erreicht sie schließlich mit ihrem dritten Album wieder die Spitze der deutschen Albumcharts. Insgesamt gelingt ihr dies zum zweiten Mal. \| \| 28. Februar 2025 – 6. März 2025 1 Woche \| 1 \| Provinz \| Pazifik \| Nach zwei Top-10-Alben erreicht die Indie-Pop-Band schließlich mit ihrem dritten Studioalbum das erste Mal die Spitze der deutschen Albumcharts. \| \| 7. März 2025 – 13. März 2025 1 Woche \| 1 \| Avantasia \| Here Be Dragons \| Das Allstar-Projekt um den deutschen Künstler Tobias Sammet erreicht mit ihrem neunten Studioalbum zum zweiten Mal die Spitze der deutschen Albumcharts. Zuletzt gelang ihnen dies 2019 mit dem Album Moonglow. \| \| 14. März 2025 – 20. März 2025 1 Woche \| 1 \| Lady Gaga \| Mayhem \| Nach bereits zwei Top-10-Veröffentlichungen aus dem Album (Die with a Smile und Abracadabra) erreicht das Werk schließlich auf Anhieb die Spitze der deutschen Albumcharts. Für die Künstlerin ist es die erste Nummer-eins-Platzierung seit Born This Way aus dem Jahr 2011. \| \| 21. März 2025 – 27. März 2025 1 Woche \| 1 \| Steven Wilson \| The Overview \| Der britische Musiker erreichte zuvor bereits mit fünf seiner Alben die Top 10 der deutschen Albumcharts. Mit The Overview gelingt ihm das erste Mal der Sprung auf Platz eins. \| \| 28. März 2025 – 3. April 2025 1 Woche \| 1 \| Fantasy \| Willkommen im Wunderland \| Mit ihrem 14. Studioalbum erzielt das Schlagerduo ihr neuntes Nummer-eins-Album in den deutschen Albumcharts. \| \| 4. April 2025 – 10. April 2025 1 Woche \| 1 \| O’Bros \| To Be Honest. \| Das christliche Rapper-Duo schafft es zehn Jahre nach der Veröffentlichung ihres Debütalbums zum ersten Mal an die Spitze der deutschen Albumcharts. Ihre bis dato höchste Chartplatzierung gelang ihnen 2023 mit dem Album Underrated. \| \| 11. April 2025 – 17. April 2025 1 Woche \| 1 \| Zartmann \| Schönhauser \| Nach seinem ersten Nummer-eins-Erfolg mit Tau mich auf im Februar 2025 erreicht der Musiker mit seiner dritten EP nun auch die Spitze der deutschen Albumcharts. Zuvor konnte sich bereits das Projekt Dafür bin ich frei 2024 auf Platz sechs platzieren. \| \| 18. April 2025 – 1. Mai 2025 2 Wochen \| 2 \| Jazeek \| Most Valuable Playa \| Parallel zu seinem ersten Nummer-eins-Hit in den Singlecharts erreicht der Rapper in der dritten Chartwoche ebenfalls die Spitze der deutschen Albumcharts. \| \| 2. Mai 2025 – 8. Mai 2025 1 Woche \| 1 \| Ghost \| Skeletá \| Drei Jahre nach ihrem ersten Nummer-eins-Erfolg erreicht die schwedische Heavy-Metal-Band mit ihrem sechsten Studioalbum zum zweiten Mal die Spitze der deutschen Albumcharts. \| \| 9. Mai 2025 – 15. Mai 2025 1 Woche \| 1 \| Pink Floyd \| Pink Floyd at Pompeii – MCMLXXII \| Die Wiederveröffentlichung des Konzertfilms aus 1972 beschert der Band ihre achte Nummer-eins-Platzierung in den deutschen Albumcharts. \| \| 16. Mai 2025 – 22. Mai 2025 1 Woche \| 1 \| Sleep Token \| Even in Arcadia \| Mit ihrem vierten Studioalbum belegt die britische Rockband zum ersten Mal die Spitze der deutschen Albumcharts. 2023 erreichte Take Me Back to Eden Platz fünf in den Charts. \| \| 23. Mai 2025 – 29. Mai 2025 1 Woche (insgesamt 4) \| 4 \| Linkin Park \| From Zero \| – \| \| 30. Mai 2025 – 5. Juni 2025 1 Woche \| 1 \| Sarah Connor \| Freigeistin \| Mit ihrem dritten deutschsprachigen Studioalbum schafft es die Sängerin zum fünften Mal an die Spitze der deutschen Albumcharts sowie zum vierten Mal in Folge. \| \| 6. Juni 2025 – 12. Juni 2025 1 Woche \| 1 \| Feine Sahne Fischfilet \| Wir kommen in Frieden \| Die Politpunkband erreicht nach zwei Top-10-Alben zum ersten Mal die Spitze der deutschen Albumcharts. \| \| 13. Juni 2025 – 19. Juni 2025 1 Woche \| 1 \| Volbeat \| God of Angels Trust \| Mit ihrem neunten Studioalbum stürmt die dänische Metalband zum fünften Mal an die Spitze der deutschen Albumcharts. \| \| 20. Juni 2025 – 26. Juni 2025 1 Woche \| 1 \| Souly \| Traence \| Knapp ein Jahr nach der Veröffentlichung seiner Hitsingle Bundeswehr erreicht der deutsche Sänger zum ersten Mal die Spitze der deutschen Albumcharts. \| \| 27. Juni 2025 – 3. Juli 2025 1 Woche (insgesamt 2) \| 2 \| Andrea Berg \| Andrea Berg \| – \| \| 4. Juli 2025 – 10. Juli 2025 1 Woche \| 1 \| Bruce Springsteen \| Tracks II: The Lost Albums \| Das Boxset mit bisher unveröffentlichten Liedern aus den Jahren 1983 bis 2018 beschert dem Rockmusiker sein elftes Nummer-eins-Album in Deutschland. Der erste Teil, Tracks (1998), erreichte damals lediglich Platz 63. \| \| 11. Juli 2025 – 24. Juli 2025 2 Wochen \| 2 \| (Soundtrack) \| KPop Demon Hunters \| Bereits drei Wochen nach dem Einstieg in die deutschen Charts erreicht der Soundtrack zum gleichnamigen Film Platz eins der deutschen Albumcharts. Gleichzeitig platzieren sich sieben Titel des Albums in den deutschen Singlecharts. Der letzte Nummer-eins-Erfolg eines Soundtracks gelang zuletzt im Februar 2018 mit Fifty Shades Freed – The Final Chapter. \| \| 25. Juli 2025 – 31. Juli 2025 1 Woche \| 1 \| Die Amigos \| Lebe jetzt \| Mit ihrem neuen Album gelingt dem Schlagerduo zum 17. Mal der Sprung auf Platz eins der deutschen Charts, und das nur zehn Monate nach dem Nummer-eins-Erfolg von Stimmen der Nacht. \| \| 1. August 2025 – 7. August 2025 1 Woche \| 1 \| Gzuz \| Scherbenhaus \| Bereits zum sechsten Mal steht der Rapper mit einem Album an der Spitze der deutschen Albumcharts, zum vierten Mal davon als Solokünstler. \| \| 8. August 2025 – 14. August 2025 1 Woche \| 1 \| Roger Waters \| This Is Not a Drill – Live from Prague \| Mit seinem fünften Livealbum erreicht der britische Rockmusiker und Pink-Floyd-Mitglied erstmals die Spitze der deutschen Albumcharts. Zuvor hatte er mit seinen Alben Platz drei als höchste Position erzielt und insgesamt fünfmal die Top 10 erreicht. \| \| 15. August 2025 – 21. August 2025 1 Woche \| 1 \| Reezy \| Born Spinner \| Sein fünftes Studioalbum katapultierte den Rapper erneut an die Spitze der deutschen Albumcharts und bescherte ihm damit den zweiten Nummer-eins-Erfolg seiner Karriere. \| |                                            |                                            |                                            | |
| ← 2024 |                                            |                                            |                                            | |
| Zeitraum | Wo. ges.                                   | Interpret                                  | Titel                                      | Zusätzliche Informationen |
| (Zeitraum, Wochen auf Platz eins, Interpret, Titel, zusätzliche Informationen) |                                            |                                            |                                            | |
| 27. Dezember 2024 – 2. Januar 2025 1 Woche (insgesamt 5) | 5                                          | Michael Bublé                              | Christmas                                  | – |
| 3. Januar 2025 – 9. Januar 2025 1 Woche | 1                                          | Thomas Anders & Florian Silbereisen        | Nochmal!                                   | Das Duo erzielte bereits 2020 mit ihrem ersten Kollaborationsprojekt Das Album Platz eins der deutschen Albumcharts. Für beide Interpreten ist es somit die zweite Nummer-eins-Platzierung als Solokünstler in den Charts. |
| 10. Januar 2025 – 16. Januar 2025 1 Woche (insgesamt 4) | 4                                          | Linkin Park                                | From Zero                                  | – |
| 17. Januar 2025 – 23. Januar 2025 1 Woche | 1                                          | Fynn Kliemann                              | Tod                                        | Mit seiner ersten Studioveröffentlichung seit 2021 erzielt der Künstler seine dritte Nummer-eins-Platzierung in den deutschen Albumcharts. |
| 24. Januar 2025 – 30. Januar 2025 1 Woche | 1                                          | Isi Glück                                  | Alles Isi                                  | Nach zwei Charterfolgen in den Singlecharts 2023 und 2024 erreicht die Partyschlagersängerin schließlich mit ihrem Debütalbum auf Anhieb die Spitze der deutschen Albumcharts. |
| 31. Januar 2025 – 6. Februar 2025 1 Woche | 1                                          | Central Cee                                | Can’t Rush Greatness                       | Nach mehreren Charterfolgen in den Singlecharts erreicht der Künstler mit seinem Debütalbum als erster britischer Rapper überhaupt die Spitze der deutschen Albumcharts. |
| 7. Februar 2025 – 13. Februar 2025 1 Woche | 1                                          | The Weeknd                                 | Hurry Up Tomorrow                          | Mit dem finalen Studioalbum unter dem Pseudonym The Weeknd erreicht der kanadische Künstler Abel Tesfaye in seiner über 14-jährigen Karriere das erste Mal die Spitze der deutschen Albumcharts. Zuvor schafften es bereits acht seiner Werke in die deutschen Albumcharts, fünf davon in die Top 10.                                                             |
| 14. Februar 2025 – 20. Februar 2025 1 Woche | 1                                          | Finch                                      | Schluss mit lustig                         | Sein viertes Studioalbum beschert dem Rapper seine dritte Nummer-eins-Platzierung in den deutschen Albumcharts. Somit erreichten alle seine bisher unter dem Pseudonym Finch veröffentlichten Werke Platz eins der Albumcharts. |
| 21. Februar 2025 – 27. Februar 2025 1 Woche | 1                                          | Shirin David                               | Schlau aber blond                          | Während ihr vorheriges Studioalbum die Chartspitze verfehlte, erreicht sie schließlich mit ihrem dritten Album wieder die Spitze der deutschen Albumcharts. Insgesamt gelingt ihr dies zum zweiten Mal. |
| 28. Februar 2025 – 6. März 2025 1 Woche | 1                                          | Provinz                                    | Pazifik                                    | Nach zwei Top-10-Alben erreicht die Indie-Pop-Band schließlich mit ihrem dritten Studioalbum das erste Mal die Spitze der deutschen Albumcharts. |
| 7. März 2025 – 13. März 2025 1 Woche | 1                                          | Avantasia                                  | Here Be Dragons                            | Das Allstar-Projekt um den deutschen Künstler Tobias Sammet erreicht mit ihrem neunten Studioalbum zum zweiten Mal die Spitze der deutschen Albumcharts. Zuletzt gelang ihnen dies 2019 mit dem Album Moonglow. |
| 14. März 2025 – 20. März 2025 1 Woche | 1                                          | Lady Gaga                                  | Mayhem                                     | Nach bereits zwei Top-10-Veröffentlichungen aus dem Album (Die with a Smile und Abracadabra) erreicht das Werk schließlich auf Anhieb die Spitze der deutschen Albumcharts. Für die Künstlerin ist es die erste Nummer-eins-Platzierung seit Born This Way aus dem Jahr 2011.                                                                                     |
| 21. März 2025 – 27. März 2025 1 Woche | 1                                          | Steven Wilson                              | The Overview                               | Der britische Musiker erreichte zuvor bereits mit fünf seiner Alben die Top 10 der deutschen Albumcharts. Mit The Overview gelingt ihm das erste Mal der Sprung auf Platz eins. |
| 28. März 2025 – 3. April 2025 1 Woche | 1                                          | Fantasy                                    | Willkommen im Wunderland                   | Mit ihrem 14. Studioalbum erzielt das Schlagerduo ihr neuntes Nummer-eins-Album in den deutschen Albumcharts. |
| 4. April 2025 – 10. April 2025 1 Woche | 1                                          | O’Bros                                     | To Be Honest.                              | Das christliche Rapper-Duo schafft es zehn Jahre nach der Veröffentlichung ihres Debütalbums zum ersten Mal an die Spitze der deutschen Albumcharts. Ihre bis dato höchste Chartplatzierung gelang ihnen 2023 mit dem Album Underrated. |
| 11. April 2025 – 17. April 2025 1 Woche | 1                                          | Zartmann                                   | Schönhauser                                | Nach seinem ersten Nummer-eins-Erfolg mit Tau mich auf im Februar 2025 erreicht der Musiker mit seiner dritten EP nun auch die Spitze der deutschen Albumcharts. Zuvor konnte sich bereits das Projekt Dafür bin ich frei 2024 auf Platz sechs platzieren. |
| 18. April 2025 – 1. Mai 2025 2 Wochen | 2                                          | Jazeek                                     | Most Valuable Playa                        | Parallel zu seinem ersten Nummer-eins-Hit in den Singlecharts erreicht der Rapper in der dritten Chartwoche ebenfalls die Spitze der deutschen Albumcharts. |
| 2. Mai 2025 – 8. Mai 2025 1 Woche | 1                                          | Ghost                                      | Skeletá                                    | Drei Jahre nach ihrem ersten Nummer-eins-Erfolg erreicht die schwedische Heavy-Metal-Band mit ihrem sechsten Studioalbum zum zweiten Mal die Spitze der deutschen Albumcharts. |
| 9. Mai 2025 – 15. Mai 2025 1 Woche | 1                                          | Pink Floyd                                 | Pink Floyd at Pompeii – MCMLXXII           | Die Wiederveröffentlichung des Konzertfilms aus 1972 beschert der Band ihre achte Nummer-eins-Platzierung in den deutschen Albumcharts. |
| 16. Mai 2025 – 22. Mai 2025 1 Woche | 1                                          | Sleep Token                                | Even in Arcadia                            | Mit ihrem vierten Studioalbum belegt die britische Rockband zum ersten Mal die Spitze der deutschen Albumcharts. 2023 erreichte Take Me Back to Eden Platz fünf in den Charts. |
| 23. Mai 2025 – 29. Mai 2025 1 Woche (insgesamt 4) | 4                                          | Linkin Park                                | From Zero                                  | – |
| 30. Mai 2025 – 5. Juni 2025 1 Woche | 1                                          | Sarah Connor                               | Freigeistin                                | Mit ihrem dritten deutschsprachigen Studioalbum schafft es die Sängerin zum fünften Mal an die Spitze der deutschen Albumcharts sowie zum vierten Mal in Folge. |
| 6. Juni 2025 – 12. Juni 2025 1 Woche | 1                                          | Feine Sahne Fischfilet                     | Wir kommen in Frieden                      | Die Politpunkband erreicht nach zwei Top-10-Alben zum ersten Mal die Spitze der deutschen Albumcharts. |
| 13. Juni 2025 – 19. Juni 2025 1 Woche | 1                                          | Volbeat                                    | God of Angels Trust                        | Mit ihrem neunten Studioalbum stürmt die dänische Metalband zum fünften Mal an die Spitze der deutschen Albumcharts. |
| 20. Juni 2025 – 26. Juni 2025 1 Woche | 1                                          | Souly                                      | Traence                                    | Knapp ein Jahr nach der Veröffentlichung seiner Hitsingle Bundeswehr erreicht der deutsche Sänger zum ersten Mal die Spitze der deutschen Albumcharts. |
| 27. Juni 2025 – 3. Juli 2025 1 Woche (insgesamt 2) | 2                                          | Andrea Berg                                | Andrea Berg                                | – |
| 4. Juli 2025 – 10. Juli 2025 1 Woche | 1                                          | Bruce Springsteen                          | Tracks II: The Lost Albums                 | Das Boxset mit bisher unveröffentlichten Liedern aus den Jahren 1983 bis 2018 beschert dem Rockmusiker sein elftes Nummer-eins-Album in Deutschland. Der erste Teil, Tracks (1998), erreichte damals lediglich Platz 63. |
| 11. Juli 2025 – 24. Juli 2025 2 Wochen | 2                                          | (Soundtrack)                               | KPop Demon Hunters                         | Bereits drei Wochen nach dem Einstieg in die deutschen Charts erreicht der Soundtrack zum gleichnamigen Film Platz eins der deutschen Albumcharts. Gleichzeitig platzieren sich sieben Titel des Albums in den deutschen Singlecharts. Der letzte Nummer-eins-Erfolg eines Soundtracks gelang zuletzt im Februar 2018 mit Fifty Shades Freed – The Final Chapter. |
| 25. Juli 2025 – 31. Juli 2025 1 Woche | 1                                          | Die Amigos                                 | Lebe jetzt                                 | Mit ihrem neuen Album gelingt dem Schlagerduo zum 17. Mal der Sprung auf Platz eins der deutschen Charts, und das nur zehn Monate nach dem Nummer-eins-Erfolg von Stimmen der Nacht. |
| 1. August 2025 – 7. August 2025 1 Woche | 1                                          | Gzuz                                       | Scherbenhaus                               | Bereits zum sechsten Mal steht der Rapper mit einem Album an der Spitze der deutschen Albumcharts, zum vierten Mal davon als Solokünstler. |
| 8. August 2025 – 14. August 2025 1 Woche | 1                                          | Roger Waters                               | This Is Not a Drill – Live from Prague     | Mit seinem fünften Livealbum erreicht der britische Rockmusiker und Pink-Floyd-Mitglied erstmals die Spitze der deutschen Albumcharts. Zuvor hatte er mit seinen Alben Platz drei als höchste Position erzielt und insgesamt fünfmal die Top 10 erreicht. |
| 15. August 2025 – 21. August 2025 1 Woche | 1                                          | Reezy                                      | Born Spinner                               | Sein fünftes Studioalbum katapultierte den Rapper erneut an die Spitze der deutschen Albumcharts und bescherte ihm damit den zweiten Nummer-eins-Erfolg seiner Karriere. |